# Ruthless for Life (chanson)
Singles de MC Ren
Keep It Real
(1996) Comin' After You
(1998)
Ruthless for Life  est une chanson du rappeur MC Ren sortie en avril 1998, issue de l'album éponyme Ruthless for Life.

## Historique
Ce morceau est un hommage à la maison mère de production du groupe N.W.A, Ruthless Records. En effet, dans le refrain, Ren clame : « The saga continues right before your eyes/And you know why ?/Cause I'm Ruthless for life/La saga continue devant tes yeux/Et tu sais pourquoi ?/Parce que je suis Ruthless pour la vie ».
Il rend aussi hommage à son ami Eazy-E, membre de Niggaz With Attitude, décédé trois ans plus tôt.

## Classement dans les charts
| Chart              | Position |
| ------------------ | -------- |
| U.S. R&B / Hip-Hop | 61       |
| Hot Rap Singles    | 13       |